# Cristina Rivera Garza
Cristina Rivera Garza (Heroica Matamoros, Tamaulipas, México, 1 de outubro de 1964) é uma escritora mexicana premiada, autora de novelas, contos, poesias e livros de não-ficção.  É docente no Colégio de Artes Liberais e Ciências Sociais da Universidade de Houston.
Especialmente notória por Ninguém me verá chorar (1999), uma novela descrita como "uma das obras de ficção mais notáveis não só da literatura, como de toda a escrita em castelhano da virada do século" (escritor mexicano Carlos Fontes). A autora recebeu o Prêmio Anna Seghers à literatura latino-americana, em 2005; o Prêmio Sor Juana Inés de la Cruz em duas ocasiões: em 2001, por aquele livro, e em 2009, por "La muerte me da"; e o Prêmio Roger Caillois para literatura latino-americana, em 2013.

## Trajetória
Cristina Rivera Garza nasceu e cresceu em uma cidade fronteiriça com os Estados Unidos, chamada Matamoros, e aos 15 anos se mudou para a Cidade Do México. Ela estudou sociologia urbana na ENEP Acatlán (hoje FES Acatlán) da Universidade Nacional Autónoma de México.
Desde 1989, a escritora vive nos Estados Unidos. Ela obteve seu primeiro doutorado na área de história da América Latina pela  Universidade de Houston. Em 2012, obteve seu segundo doutorado, em Letras Humanas, com distinção Honoris Causa, também pela Universidade de Houston. Suas pesquisas de recorte histórico sobre as definições populares de loucura e a história da psiquiatria em México no início do século XX foram publicadas nas revistas Hispanic American Historical Review, Journal of the History of Medicine and Allied Sciences, entre outras, na Inglaterra, na Argentina e nos Estados Unidos.
Seus textos não-acadêmicos foram publicados em antologias, jornais e revistas nacionais. Alguns de seus livros já foram traduzidos ao inglês, ao italiano, ao português, ao alemão, ao coreano, ao francês e ao esloveno. Publicou A mão oblíqua na seção Cultura do periódico Milénio. Em 2014, foi colaboradora do blog "Papeles perdidos" do suplemento cultural Babelia do jornal El País.
Em 2011, publicou Dolerse, na qual explicou que, diante da primeira paralisia que teve ante o horror, optou pela palavra, pois “quero, de fato, sentir a dor”. A obra compila poemas, crônicas e ensaios pessoais que “fazem parte da reconfiguração do visível, o dizível e de uma paisagem nova do possível”. Em 2015, publicou a continuação: Condolerse, com 16 textos de jovens ensaístas, contistas, poetas e narradores, que abordam a violência com diferentes ângulos, entre os quais destacam: Verónica Gerber, Mónica Nepote, Yásnaya Aguilar, Marinha Azahua, Javier Listra, Amaranta Caballero e a própria Rivera Garza, entre outros, que têm em comum só uma ideia: a escritura é um processo de sutura.
Atualmente, é professora distinguida no departamento de Estudos Hispânicos da Universidade de Houston. Ela também foi professora da Universidade de San Diego.

## Perspectiva literária
Para Cristina Rivera Garza, quem escreve uma novela deve imergir no contexto no qual a história se desenvolve; deve se conectar com o mundo de maneiras que lhe permitam extrair ideias e dados para ambientar a obra.
Segundo Cristina Rivera, os leitores assíduos são pessoas que não se deixam manipular ou se entediar com livros, e esta é a razão pela qual o/a autor/a deve plasmar tudo de si mesmo/a em sua obra. Ela tenta plasmar em suas obras a ideia de fazer um jogo com o leitor, de provocá-lo e prendê-lo com a leitura e, ao mesmo tempo, incomodá-lo, para mantê-lo envolvido com a obra.
“Quero continuar rodeada por esse tipo de leitores que buscam livros que fazem um jogo, de escritores que se portam mal, que pegam o touro pelos chifres.

## Prêmios e reconhecimentos

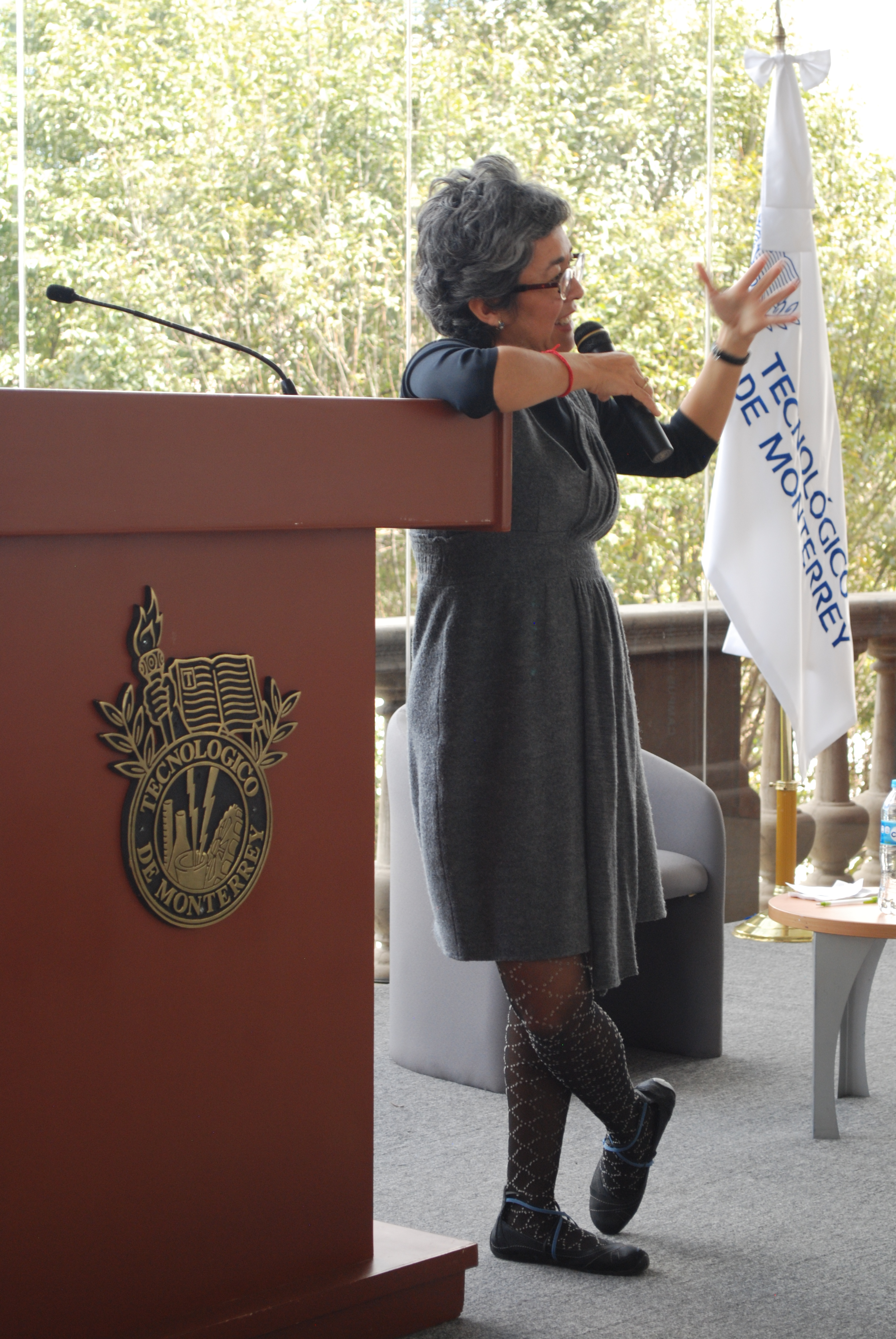
Cristina Rivera apresentando seu livro El mal de la taiga no Instituto Tecnológico e de Estudos Superiores de Monterrey, Campus Cidade do México

- Bolsa Salvador Novo 1984-1985, em conto;
- Prêmio de poesia Ponto de Partida 1984 com Apuntes;
- Prêmio Nacional de Conto San Luis Potosí 1987 com La guerra no importa;
- Bolsa Fonca Jovens Criadores 1994-1995, em novela;
- Prêmio Nacional de Novela José Rubén Romero, 1997; Prêmio Internacional IMPAC-Conarte-ITESM, 1999; Prêmio Sor Juana Inés de la Cruz, 2001, todos com Ninguém me verá chorar;
- Bolsa Fonca Jovens Criadores 1999-2000, em poesia;
- Finalista do Prêmio Iberoamericano Rómulo Gallegos en 2003 com a novela La cresta de Ilión;
- Prêmio Nacional de Conto Juan Vicente Melo, 2001, e Prêmio Internacional Anna Seghers, Berlim, 2005; ambos com Nenhum relógio conta isto;
- Pertence ao Sistema Nacional de Criadores Artísticos (2007).
- Prêmio Sor Juana Inés de la Cruz, 2009; Prêmio Roger Caillois de Literatura Latinoamericana, 2013, entregue pelo Pen Clube da França, a Maison de l’Amerique Latine em Paris e a Sociedade de Leitores e amigos de Roger Caillois, com La muerte me da.

## Obras

### Novela
- Desconocer, finalista do Prêmio Juan Rulfo para primeira novela, em 1994.
- Ninguém me verá chorar (Nadie me verá llorar, México/Barcelona: Tusquets, 1999). Edição brasileira: Francis, 2005.
- La cresta de Ilión (México/Barcelona: Tusquets, 2002).
- Lo anterior (México: Tusquets, 2004).
- La muerte me da (México/Barcelona: Tusquets, 2007).
- Verde Shanghai (México/Tusquets, 2011).
- El mal de la taiga (México/Tusquets, 2012).

### Conto
- La guerra no importa (Mortiz, 1991).
- Ningún reloj cuenta esto (México: Tusquets, 2002).
- La frontera más distante (México/Barcelona: Tusquets, 2008).
- Allí te comerán las turicatas (México: La Caja de Cerillos Ediciones/DGP, 2013).

### Poesia
- La más mía (México: Tierra Adentro, 1998).
- Los textos del yo (México: Fondo de Cultura Económica, 2005).
- Bianco, Anne-Marie, La muerte me da (Toluca: ITESM-Bonobos, 2007).
- El disco de Newton, diez ensayos sobre el color. México: Dirección de Literatura, UNAM, Bonobos, 2011.
- Viriditas, Guadalajara: Mantis/UANL, 2011.

### Ópera
- Viaje - em colaboração com Javier Torres Maldonado (Festival Internacional Cervantino).

### Ensaio
- Dolerse. Textos desde un país herido. (México: Sur+, 2011).
- Rigo es amor. Una rocola a dieciséis voces (México: Tusquets/ITCA, 2013).
- Los muertos indóciles. Necroescrituras y desapropiación (México: Tusquets, 2013).
- Condolerse. Textos desde un país herido II. (Surplus Ediciones, 2015)
- Había mucha neblina o humo o no sé (México: Random House, 2016).

### Coordenadora
- La novela según los novelistas (México: Fondo de Cultura Económica, 2007).
- Romper el hielo: Novísimas escrituras al pie de un volcán (Toluca: ITESM-Bonobos, 2006).
- Romper el hielo: Novísimas escrituras al pie de un volcán. El lugar (re) visitado, (México: Feria del Libro, Secretaría de Cultura, GDF, 2007).

### História
- La Castañeda. Narrativas dolientes desde el Manicomio General, 1910-1930. (Centenarios). (México: Tusquets, 2010)

### Tradução
- Notas sobre conceptualismos, Robert Fitterman y Vanessa Place, trad. Cristina Rivera Garza, (México, Conaculta, 2013)